# کازیناهاز
کازیناهاز (به پرتغالی: Casinhas) یک منطقهٔ مسکونی در برزیل است که در پرنامبوکو واقع شده‌است. کازیناهاز ۱۲۵٫۲۸ کیلومتر مربع مساحت و ۱۴٬۳۶۸ نفر جمعیت دارد و ۳۹۰ متر بالاتر از سطح دریا واقع شده‌است.